# Hukbalahap
Hukbalahap bylo filipínské marxistické partyzánské hnutí. Jeho název vznikl jako akronym původního tagalogského Hukbong Bayan Laban sa Hapon (Lidová armáda proti Japoncům), členové guerilly byli známi jako Hukové.
Organizaci založil v roce 1941 Juan Feleo, funkcionář Komunistické strany Filipín. Působila na ostrově Luzon, především v provincii Pampanga, kde měla oporu v chudém rolnickém obyvatelstvu. Jejím generálním tajemníkem byl Vicente Lava a hlavním velitelem bojových jednotek Luis Taruc. Hukbalahap vedl ozbrojený boj proti japonské okupaci Filipín a loutkové vládě druhé republiky. Na území obsazeném partyzány došlo také k násilnému vyvlastňování velkostatkářů. Na konci války se síla organizace odhadovala na 20 000 aktivních bojovníků a dalších 50 000 mužů v záloze.
Po obsazení Filipín americkou armádou nechal Douglas MacArthur vůdce Hukbalahapu uvěznit. V září 1945 byla mezi vládou Filipínského společenství a komunistickou stranou uzavřena dohoda o amnestii a složení zbraní.
Po válce Hukové požadovali především pozemkovou reformu a potrestání kolaborantů s Japonci. Zpočátku se snažili prosazovat své cíle politickou cestou v rámci Demokratické aliance a ve volbách v dubnu 1946 podpořili prezidentskou kandidaturu Sergia Osmeñi. Zvolen byl však Manuel Roxas, který se orientoval na spolupráci s USA a vyloučil komunisty z parlamentu. Následovala vlna násilností, při níž byl mj. zavražděn Juan Feleo. V dalších osmi letech vedl Hukbalahap ozbrojený boj za svržení filipínské vlády a nastolení komunistického režimu. Povstalci ovládli velkou část středního Luzonu a podnikali teroristické útoky, z nichž nejznámější byla vražda Aurory Quezonové, vdovy po bývalém prezidentovi a předsedkyně filipínského Červeného kříže. Pro potlačení vzpoury poskytly Spojené státy americké Filipínám vojenskou pomoc. Hlavní postavou boje proti Hukům se stal ministr obrany Ramon Magsaysay, jemuž se podařilo reformovat armádu a získat podporu místního obyvatelstva. Po úspěšných operacích vládních jednotek se počet aktivních Huků snížil na dva tisíce, poslední příslušníci guerilly kapitulovali v květnu roku 1954.
Za vlády prezidenta Ferdinanda Marcose v šedesátých letech Hukbalahap nakrátko obnovil činnost pod vedením Bernabeho Buscayna, avšak do roku 1970 přestal definitivně existovat. Jeho nástupcem se stala maoisticky orientovaná Nová lidová armáda.
V roce 2023 byl ve městě San Luis odhalen pomník Luise Taruca a dalších bojovníků hnutí Hukbalahap.